# Karl Bernhard von Hietzinger
Karl Bernhard Hietzinger, ab 1817 von Hietzinger, von 1819 bis 1829 Ritter von Hietzinger, ab 1829 Freiherr von Hietzinger (auch Carl; * 3. November 1786 in Czernowitz; † 26. März 1864 in Wien) war ein österreichischer Verwaltungsbeamter.

## Leben
Hietzinger war Sohn eines hohen Justizbeamten. Nachdem sein Vater 1786 nach Agram versetzt worden war, erhielt er mangels deutscher Schulen zunächst Privatunterricht. Anschließend ging er an die Universität Wien. Dort studierte er die Rechtswissenschaft und Philosophie. Noch vor dem zwanzigsten Geburtstag, am 1. Oktober 1806, trat er in den Staatsdienst. Er wurde zunächst bei der Auditoriatskanzlei des Generalkommandos in Wien eingesetzt, bereits im folgenden Jahr wurde er zur Militärgrenz-Direktion beim Hofkriegsrat, im Jahr 1808 als Unterleutnant in die Verwaltung des 2. Banal-Grenz-Regiments und schließlich 1809 zur Banater Militärgrenze versetzt. 1809 erfolgte durch Franz Jelačić von Bužim die Beförderung zum Oberleutnant, die aber nicht mehr zum Tragen kam, da er 1810 an das hofkriegsrätlich Militärgrenz-Departement ging.
Hietzinger stieg bis 1817 zum Kriegssekretär und Referenten beim Militärgrenz-Departement auf. Mit dem Choleraausbruch 1830 wurde er als Referent an die Hofkommission berufen. Er brachte in dieser Zeit die neue Polizeiordnung auf den Weg. 1832 wurde er staatsrätlicher Referent und Hofrat beim Staats- und Konferenzrat, zehn Jahre später, 1842, dann zum Staats- und Konferenzrat ernannt. Zu seinen Verdiensten gehörte die Herabsetzung der militärischen Dienstpflicht von 14 auf 8 Jahre. 1850 nahm er am statistischen Kongress in London teil.
Hietzinger wurde 1853 Mitglied des Reichsrates und verblieb dort bis 1859. In diesem Jahr wurde er in den Ruhestand versetzt. Seinen Ruhestand widmete er der Wissenschaft. 1860 wurde er zum Präsidenten der k.k. geographischen Gesellschaft gewählt.

## Ehrungen
Die Nobilitierung und die Verleihung des Freiherrenstandes erhielt er durch die Nobilitierung seines Vaters.
- 1847 Ritterkreuz des k.u. Sankt Stephans-Ordens
- 1856 Komturkreuz des Österreichisch-kaiserlichen Leopold-Ordens

## Werke
- Versuch einer Statistik der k. K. Militärgrenze des österrechischen Kaiserstaates, 3 Bände, Wien 1817–1823.